# كاتش-22 (منطق)

كاتش-22 أو شرط-22 Catch-22 (بالإنجليزية: Catch-22)‏ أو دور (في علم المنطق) حالة متناقضة لا يستطيع الفرد الفرار منها بسبب الشروط المتناقضة. صاغ هذا المصطلح جوزيف هيلر، الذي استخدمه في روايته عام 1961 كاتش-22. ومن الأمثلة على ذلك:
«كيف من المفترض أن اكتسب الخبرة [للعثور على وظيفة جيدة] إذا استمر رفضي لعدم وجود أي خبرة؟»
تنتج كاتش-22 غالباً من الشروط والقوانين، أو الإجراءات التي يخضع لها الفرد وليس لديه أي سيطرة عليها، حيث محاربة القاعدة هو القبول بها. مثال آخر هو الموقف الذي يحتاج فيه شخص شيء ما لكن الحالة الوحيدة التي بمقدوره امتلاكها عندما لا يكون بحاجة اليها (على سبيل المثال، لن يقوم المصرف بإعطاء قرض إذا تبيّن أن الشخص يحتاج إلى المال). دلالة واحدة على هذا المصطلح، أن واضعي قاعدة «كاتش-22» خلقوا قواعد تعسفية لتبرير وإخفاء استغلالهم للسلطة.

## الأصل والمعنى
صاغ جوزيف هيلر هذا المصطلح في روايته كاتش 22، التي تصف القيود البيروقراطية السخيفة على الجنود في الحرب العالمية الثانية. تم تقديم هذا المصطلح من قبل شخصية من الرواية تحمل اسم دانيكا دوكا، وهو طبيب نفسي للجيش الذي يقدم قاعدة «كاتش 22» لكي يشرح ان الطيار الذي يطلب تقييم حالته العقلية ويدعي الجنون على أمل ان يعتبرونه مجنوناً وغير كفئ للطيران وبالتالي الهروب من البعثات الخطيرة؛ يدل على أنه عاقل كفاية بتقديمه للطلب مما لا يجعله مجنوناً وكفئاً لقيادة الطائرة. وتعني هذه العبارة أيضا معضلة أو ظرفا صعبا لا يوجد هرب منه بسبب شروط متضاربة أو معتمدة.
"هناك شرط بالتأكيد،" رد دوك دانيكا. "كاتش-22". "أي شخص يريد التهرب من الواجب القتالي ليس مجنوناً حقا".
صيغ مختلفة من «كاتش-22» تظهر في الرواية، ويطبق هذا المصطلح على مختلف الثغرات والمراوغات في النظام العسكري، مما يعني ضمنا أنه لا جدوى لمحاربة الامر وتستعمل ضد من هم ادنى في التسلسل الهرمي. في الفصل السادس، أدلت أحد الشخصيات الرئيسية باسم «يوساريان» بأن كاتش-22 تتطلب منه فعل أي شيء يأمره قائده به، بغض النظر عما إذا كانت هذه الأوامر تناقض أوامر أخرى من مرؤوسيه.
في آخر فصول الرواية، تم شرح كاتش-22 «ليوساريان» من أمرأة عجوز تسرد أعمال العنف من قبل الجنود:
"ماذا تقولين بحق الجحيم؟" صاح يوساريان غاضباً، "كيف علمت أنه كان كاتش-22؟ من قال بحق الجحيم لك أنه كان كاتش-22؟"
"الجنود ذوي القبعات البيضاء والعصي الصلبة، الفتيات كن يصرخن قائلين 'هل قمنا بشيء خاطئ؟'، الجنود قالوا لا ثم دفعوهم بمؤخرة عصيهم خارج الباب، 'لكن لماذا تطردونا؟' قالت الفتيات. 'كاتش-22' رد الجنود. كل ما كانوا يجيبون به هو 'كاتش-22'. ماذا تعني كاتش-22؟  ما هي كاتش-22؟"
"ألم يظهروها لك؟" طالب يوساريان السيدة العجوز بضيق وغضب. "ألم تجبريهم على قراءة الأمر؟"
"لم يكونوا مجبورين على اظهار كاتش-22، ينص القانون على أنهم غير مجبورون."
"ما القانون الذي ينص على عدم فعلهم لذلك؟"
وفقا لأستاذ الأدب إيان جريجسون، فإن سرد المرأة العجوز يشرح «كاتش 22» بشكل مباشر أكثر «باستغلال وحشي للسطلة» مجرداً «التكلف الزائف» للسيناريوهات السابقة.

### دلالة الرقم 22
كان يرغب هيلر بتسمية العبارة (ومن ثم الرواية) بأعداد أخرى، لكن استقر مع ناشريه على رقم 22. لا توجد أي أهمية خاصة للرقم، تم اختياره لكونه سلس وعبة النطق. حيث كان عنوان الرواية في الأصل كاتش-18، لكن هيلر قام بتغييره بعد نشر رواية ميلا 18 مسبقاً بوقت قصير.

## الاستخدام
أصبح مصطلح «كاتش-22» شائعاً ويتم استخدامه في اللغة الإنجليزية. في مقابلة أجريت عام 1975، قال هيلر إن المصطلح لن يترجم بشكل جيد إلى لغات أخرى.
ويشير جيمس إي كومبس ودان د. نيمو إلى أن فكرة «كاتش-22» قد اكتسبت شعبية لأن الكثير من الناس في المجتمع الحديث يتعرضون لمنطق البيروقراطية المحبطة، قائلين:
أي شخص يتعامل مع المنظمات يفهم المنطق البيروقراطي من كاتش-22، حتى في المدرسة الثانوية أو الكلية. على سبيل المثال: يمكن للطلاب المشاركة في الحكومة الطلابية، وهو شكل من أشكال الحكم الذاتي والديمقراطية التي تسمح لهم أن بتقرير ما يريدون؛ طالما یوافق المدیر أو عمید الطلاب. إن هذه الديمقراطية الوهمية التي يمكن أن يلغيها الطعن التعسفي ربما تكون أول لقاء للمواطن مع المنظمات التي قد تصرح انها «انفتاحية» و «تحررية»، لكن في الواقع هي أنظمة مغلقة وتخضع للتسلسل الهرمي. كاتش-22 هو افتراض تنظيمي، وقانون غير مكتوب من سلطة غير رسمية التي تعفي المنظمة من المسؤولية والمساءلة، وتضع الفرد في مواقف غير معقولة من أجل الإستبعاد من مراكز القرار لأغراض ملائمة أو لأخرى غير معروفة للمنظمة.
جنبا إلى جنب مع مصطلح جورج أورويل «تفكير مزدوج»، «كاتش 22» أصبحت واحدة من أفضل الطرق المعترف بها لوصف مأزق يقع فيه الشخص لقواعد متناقضة.
وتستعمل أيضاً كاتش-22 لوصف حالات من الطب البديل. في تحرير سنة 1998 شاركت في تأليفه مارسيا انجيل، محررة سابقة في مجلة نيو إنغلاند جورنال أوف ميديسين، قائلة:
"لقد آن الأوان للمجتمع العلمي وقف إعطاء الدواء البديل ركوب مجاني. لا يمكن أن يكون هناك نوعان من الدواء - التقليدي والبديل. هناك دواء تم اختباره بشكل كافي وآخر لا، دواء يعمل وآخر قد أو قد لا يعمل. بمجرد اختبار العلاج بشكل صارم ودقيق، لم يعد من المهم ما إذا كان يعتبر بديلا في البداية، وإذا ثبت آمناً وفعالاً إلى حد معقول، فسيتم قبوله. لكن التوكيد، التخمين، والشهادات لا تحل محل الأدلة. وينبغي أن تخضع العلاجات البديلة لاختبارات علمية لا تقل صرامة عن تلك التي تخضع للمعالجة التقليدية.
تم وصف هذا التعريف الاخير من قبل روبرت بارك باعتباره كاتش-22، الذي يضمن أن منهج للطب التكميلي والبديل (CAM) وثبت أنه فعال «لن يصبح (كام)، وسيكون ببساطة دواء».